# 圣文森特湾
圣文森特湾（英語：Gulf St Vincent）位于澳大利亚南部，西为约克半岛，东靠澳洲大陆，西南和东南分别通过调查者号海峡和巴克斯泰斯海峡与印度洋相通，长约145公里，宽约73公里。大部分海岸为低平的沙质海岸，东南岸阿德莱德附近的德赖溪为重要的产盐基地，阿德莱德还是南澳大利亚州的首府和重要港口。
海湾由1802年航行到此的英国探险家马修·福林达斯以英国皇家海军上将第一代圣文森特伯爵约翰·杰维斯的爵号命名。